# Jacques de Lesseps
Pour les articles homonymes, voir Lesseps.
Jacques de Lesseps est un pionnier français de l'aviation né le 5 juillet 1883 à Paris et mort dans le Saint-Laurent le 18 octobre 1927. Il était le fils de Ferdinand de Lesseps, le diplomate qui fit creuser le canal de Suez. 

## Biographie

### Débuts comme pilote
En septembre 1909, Jacques de Lesseps s'initia au pilotage sur un monoplan de Louis Blériot et devint le premier pilote à voler et à atterrir de nuit au mois de décembre de la même année. Peu après, il reçut son brevet de pilote.  
Le 21 mai 1910, il devint le deuxième pilote (près d'un an après Blériot, 25 juillet 1909) à traverser la Manche (Les Baraques - Sainte-Margaret) avec un appareil de type monoplan Blériot, préparé par l'ingénieur Léon Lemartin (déjà présent l'année d'avant au départ de Blériot), à toile Continental équipé d'un moteur en étoile 7 cylindres rotatifs Gnome de 50 chevaux en 42 minutes et gagna le prix Ruinart de 12 500 francs attaché à cet exploit, Blériot n'ayant pas correctement rempli les conditions du concours.
Peu après, il gagna l'Amérique du Nord et devint le premier pilote à survoler Montréal (le 2 juillet 1910), puis Toronto (le 13 juillet).

### Première Guerre mondiale
Pendant la Première Guerre mondiale, Jacques de Lesseps servit dans l'aviation et effectua 95 missions de bombardement. Il défendit aussi Paris contre les zeppelins allemands. Ses exploits lui valurent de recevoir la croix de guerre avec sept citations et d'être fait chevalier de la Légion d'honneur.

### Compagnie aérienne franco-canadienne
Après la guerre, Jacques de Lesseps travailla pour la Compagnie aérienne française et se spécialisa en photographie aérienne. En 1926, le gouvernement du Québec invita l'entreprise à réaliser la reconnaissance aérienne de la péninsule gaspésienne. Jacques de Lesseps s'établit à Montréal et prit la direction d'exploitation de la nouvelle Compagnie aérienne franco-canadienne. De 1926 à 1927, il photographia plus de 80 000 km2 du territoire de la Gaspésie, qu'il fut le premier à survoler,.

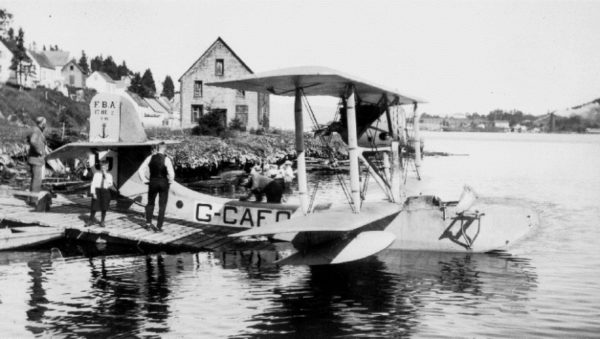
Hydravion de Jacques de Lesseps
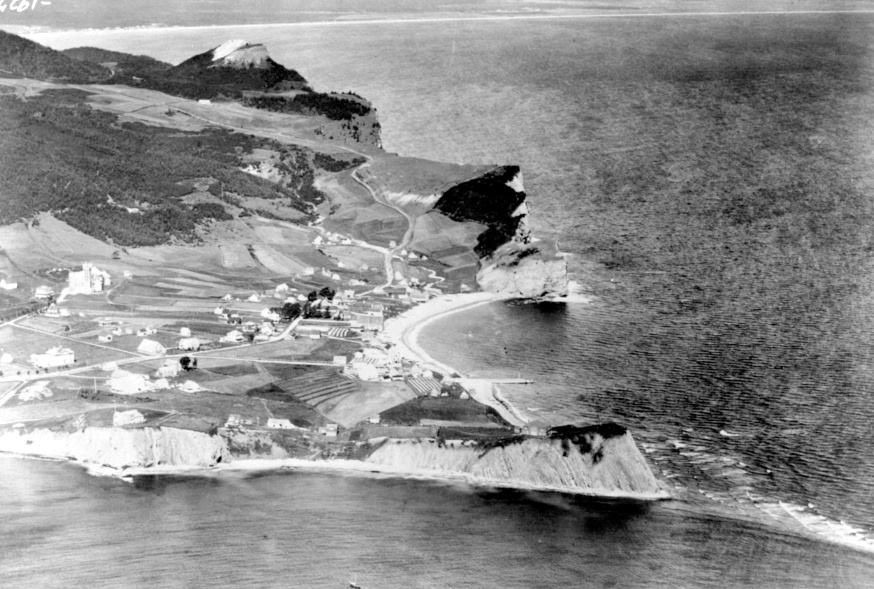
Vue aérienne de Percé, 1927
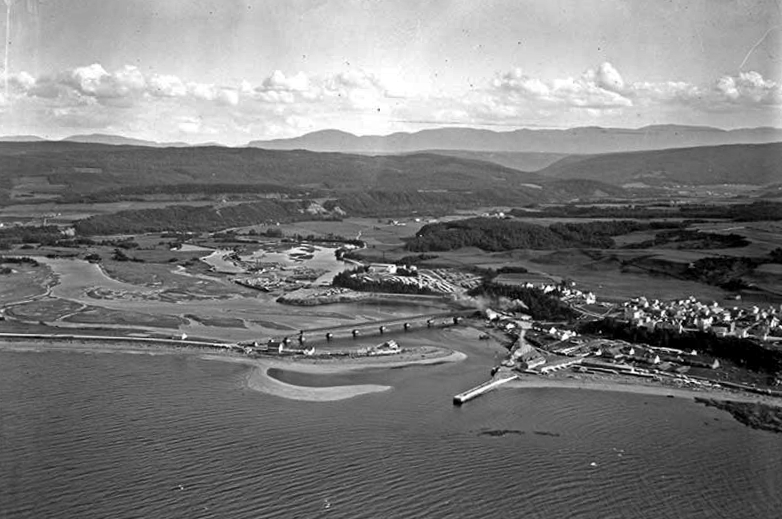
La rivière Cap-Chat

### Disparition
Le 18 octobre 1927, Jacques de Lesseps disparut en vol au-dessus du Fleuve Saint-Laurent, accompagné de son mécanicien Theodor Chichenko, alors qu'un épais brouillard couvrait le fleuve. Son corps, retrouvé quelques jours plus tard sur les côtes de Terre-Neuve, a été inhumé à Gaspé, où une stèle commémorative réalisée par Henri Hébert est inaugurée en août 1932.

## Distinctions
- Chevalier de la Légion d'honneur
- Croix de guerre 1914–1918

Le 27 juillet 1918, Jacques de Lesseps est nommé au grade de chevalier dans l'ordre national de la Légion d'honneur, puis fait chevalier de l'ordre le 20 juin 1922. Il est également titulaire de la croix de guerre 1914-1918 et de la Distinguished Service Cross,.
En 2001, Jacques de Lesseps a été intronisé au Panthéon de l'Air et de l'Espace du Québec, reconnaissant ainsi sa contribution exceptionnelle à l'aviation et à l'exploration aérienne au Québec.